# Діпендра
Діпендра Бір Бікрам (Вір Вікрам) (неп. दीपेन्द्र वीर विक्रम  27 червня 1971 — 4 червня 2001) — 12-й король Непалу з 1 до 4 червня 2001 року.

## Життєпис
Походив з династії Шах. Старший син спадкоємця трону Бірендри та Айшварії (доньки генерала Кендри Шамшера Джанга з клану Рана). Народився 1971 року. Після смерті діда Махендри 1972 року його батько стає новим королем Непалу. У своїй сім'ї він був відомий як Сі-Пі, а серед друзів — як Діппі.
Отримав початкову освіту в середній школі Канті Ішворі в Катманду. Потім навчався у школі Будханілкантха в Катманду. Пізніше він навчався в Ітонському коледжі (Велика Британія). В Ітоні став каратистом, отримавши чорний пояс. В подальшому також цікавився спортом, часто відвідування змагання за участь непальських спортсменів.
По поверненню продовжив навчання в коледжі коледжі Трі Чандра університету Трібхувана, де здобув ступінь магістра, і став найкращим студентом, отримавши золоту медаль. Пізніше поступив до Військової академії в Харіпаті. Він пройшов військову підготовку в Академії Королівської непальської армії гуркхів і пілотування в Департаменті цивільної авіації. Був покровителем Національної ради спорту та скаутів Непалу.
За офіційною версією 1 червня 2001 року Діпендра відкрив вогонь у будинку на території королівської резиденції Нараянхіті, застреливши свого батька, матір, сестру і молодшого брата та інших членів королівської родини, що перебували там, перш ніж вистрелити собі в голову. За різними версіями він це зробив, оскільки: батько не давав згоди на шлюб з Дев'яні Раною; незадоволений переходом до конституційної монархії; ображений зауваженням батьком під час вечері. Разом з тим висловлюється версія, що вбивство королівської родини підлаштував Г'янендра, брат Бірендри і стрийко Діпендри, на якого потім звалив провину. З усіх членів родини саме Г'янендра був відсутній та була відсутня будь-яка охорона.
Діпендра не помер негайно, перебуваючи у комі. Його було оголошено новим королем. Але він помер 4 червня того ж року, після чого Г'янендра зійшов на трон Непалу.

## Творчість
Діпендра також писав статті, які публікувалися в непальській періодиці. Його твори часто були присвячені мотивам народності та національності.